# Injustice épistémique
L'injustice épistémique désigne la remise en question de la capacité d'un individu de se positionner comme producteur de savoir dans le discours. Les catégories de personnes dont la parole est discréditée sont par exemple les femmes et les membres de certains groupes ethniques. Cette notion a été conceptualisée par la philosophe britannique Miranda Fricker en 2007.

## Exemples d'injustice épistémique

### Injustice testimoniale
L'injustice testimoniale désigne l'ensemble de mécaniques sociales et intellectuelles qui empêchent un orateur de faire reconnaître son expérience comme réelle et significative. Par exemple, des personnes victimes de harcèlement sexuel peuvent échouer à être prises au sérieux, tant à cause des préjugés à l'égard du groupe social représenté ici (voir Sexisme) qu'à cause de l'absence de reconnaissance par les auditeurs des comportements en question comme étant typiques du harcèlement.
Les personnes en question peuvent d'autant plus manquer de crédibilité et de ressources épistémiques parce qu'elles sont supposées manquer de la compétence ou des ressources psychosociales adaptées à la production de savoir dans des situations sociales spécifiques, comme en face d'un professionnel du soin accoutumé au discours et aux définitions médicales.

### Injustice herméneutique
Selon Stephanie LeBlanc et Elizabeth Anne Kinsella, l'injustice herméneutique désigne l'impossibilité pour un groupe social de bénéficier des ressources interprétatives nécessaires à l'acquisition de privilèges considérés comme normaux. Par exemple, selon Michel Foucault, les personnes désignées comme aliénées sont considérées comme manquant de lucidité lorsqu'elles n'interprètent pas leurs expériences selon les discours psychiatriques dominants[source insuffisante].
En trouvant de nouvelles ressources pour communiquer leurs expériences, des personnes peuvent s'extraire de catégories de discours dominantes auparavant considérées par elles comme naturelles, bien que ne les rendant pas capables de manifester la réalité de leur vécu au sein d'une culture. De cette manière peut s'exprimer l'expérience sociale de l'inégalité[source insuffisante] (voir aussi Théorie de l'étiquetage).

## Conséquences de l'injustice épistémique

### Effets sur les personnes marginalisées
Dans une analyse des inégalités de genre et des inégalités ethniques en matière épistémique, José Medina observe que la délégitimation des membres de certains groupes diminue leur réceptivité à l'égard du savoir, d'où « un manque de connaissance de soi (de qui je suis en tant qu’agent socialement situé) et un manque de connaissance sociale (des inégalités sociales et des situations d’asymétrie et de domination qui me constituent relationnellement comme le sujet que je suis) ». La domination épistémique produit de l'ignorance.
Cependant les membres de groupes dominés peuvent aussi développer une forme particulière d'attention qui les amène à détecter les non-dits, les insuffisances et les distorsions de perspective dans le savoir institué. Cette «métalucidité dotée d’un potentiel critique et subversif peut déclencher des luttes visant la redescription d’expériences importantes».

### Effets sur le groupe dominant
Si les membres du groupe dominant, qui détiennent le pouvoir de reconnaître ou non la valeur de la parole de l'autre, jouissent de certains privilèges épistémiques, 
ils ont tendance aussi à développer, selon José Medina, des «vices épistémiques» comme l’«arrogance épistémique», la «paresse épistémique», et l’absence d'ouverture d’esprit. La domination qu'ils exercent produit au sein de leur propre groupe un type spécifique d'ignorance, du fait qu'ils sont fermés aux autres et dans le refus de toute critique émanant des groupes discrédités.

## Ouvrages
- Miranda Fricker, Epistemic Injustice: Power and the Ethics of Knowing. Oxford: Oxford University Press, 2007.  (ISBN 9780198237907).
- Kidd, Ian James, José Medina, and Gaile Pohlhaus Jr. (2017). The Routledge Handbook of Epistemic Injustice. Routledge.  (ISBN 9781138828254).
- Medina, José (2013). The Epistemology of Resistance: Gender and Racial Oppression, Epistemic Injustice, and Resistant imaginations. Oxford: Oxford University Press.  (ISBN 9780199929023).